# Michael Denner
 (mai 2015).
Si vous disposez d'ouvrages ou d'articles de référence ou si vous connaissez des sites web de qualité traitant du thème abordé ici, merci de compléter l'article en donnant les références utiles à sa vérifiabilité et en les liant à la section « Notes et références ».
Pour les articles homonymes, voir Denner.
Michael Denner est un guitariste de rock danois né le 5 novembre 1958. Il a été le guitariste de King Diamond et de Mercyful Fate.
Il est surtout connu pour utiliser principalement des guitares Gibson Flying V.

## Discographie
King Diamond
- 1986 : Fatal Portrait
- 1987 : Abigail

Mercyful Fate
- 1982 : Mercyful Fate
- 1983 : Melissa
- 1984 : Don't Break the Oath
- 1992 : In the Shadows
- 1994 : The Bell Witch EP
- 1994 : Time
- 1996 : Into the Unknown